# Linia 2 metra w Paryżu
Linia 2 paryskiego metra jest drugą linią zbudowaną w Paryżu w 1900 roku. Nie rozbudowywana od 1903 r. Z początku nazywana jako 2 Nord (2 północna). W 2006 roku ogłoszono chęć wymiany taboru na tej linii. Nowe składy typu MF 01 zostały wprowadzone pod koniec 2007 r., zastępując pociągi typu MF 67.

## Turystyczne atrakcje na trasie 2 linii
- Avenue Foch - największa aleja w Paryżu
- Park Monceau
- Plac Pigalle i Moulin Rouge
- Cmentarz Père Lachaise - cmentarz
- Place de la Nation
- Bazylika Sacré Coeur przy stacji Anvers

## Lista stacji
| #  | Nazwa                                         | Miejscowość/dzielnica                                      | Otwarcie | Możliwe przesiadki | Liczba pasażerów (2021) | Pozycja w całym systemie względem liczby pasażerów (2021) |
| -- | --------------------------------------------- | ---------------------------------------------------------- | -------- | ------------------ | ----------------------- | --------------------------------------------------------- |
| 1  | Porte Dauphine Maréchal de Lattre de Tassigny | 16. dzielnica                                              | 1900     | –                  | 2 021 656               | 177                                                       |
| 2  | Victor Hugo                                   | 16. dzielnica                                              | 1900     | –                  | 2 801 041               | 123                                                       |
| 3  | Charles de Gaulle – Étoile                    | 8. dzielnica; 16. dzielnica; 17. dzielnica                 | 1900     |                    | 4 291 663               | 47                                                        |
| 4  | Ternes                                        | 8. dzielnica; 17. dzielnica                                | 1902     | –                  | 2 292 256               | 149                                                       |
| 5  | Courcelles                                    | 8. dzielnica; 17. dzielnica                                | 1902     | –                  | 1 583 429               | 224                                                       |
| 6  | Monceau                                       | 8. dzielnica; 17. dzielnica                                | 1902     | –                  | 1 148 677               | 268                                                       |
| 7  | Villiers                                      | 8. dzielnica; 17. dzielnica                                | 1903     |                    | 3 586 376               | 72                                                        |
| 8  | Rome                                          | 8. dzielnica; 17. dzielnica                                | 1902     | –                  | 1 696 331               | 211                                                       |
| 9  | Place de Clichy                               | 8. dzielnica; 9. dzielnica; 17. dzielnica; 18. dzielnica   | 1902     |                    | 5 161 932               | 33                                                        |
| 10 | Blanche                                       | 9. dzielnica; 18. dzielnica                                | 1902     | –                  | 2 167 570               | 163                                                       |
| 11 | Pigalle                                       | 9. dzielnica; 18. dzielnica                                | 1902     |                    | 3 501 831               | 77                                                        |
| 12 | Anvers Sacré-Cœur                             | 9. dzielnica; 18. dzielnica                                | 1902     | –                  | 3 420 749               | 85                                                        |
| 13 | Barbès – Rochechouart                         | 9. dzielnica; 10. dzielnica; 18. dzielnica                 | 1903     |                    | 5 390 939               | 26                                                        |
| 14 | La Chapelle                                   | 10. dzielnica; 18. dzielnica                               | 1903     |                    | 4 855 531               | 38                                                        |
| 15 | Stalingrad                                    | 10. dzielnica; 19. dzielnica                               | 1903     |                    | 4 924 583               | 36                                                        |
| 16 | Jaurès                                        | 10. dzielnica; 19. dzielnica                               | 1903     |                    | 4 055 461               | 52                                                        |
| 17 | Colonel Fabien                                | 10. dzielnica; 19. dzielnica                               | 1903     | –                  | 3 043 606               | 104                                                       |
| 18 | Belleville                                    | 10. dzielnica; 11. dzielnica; 19. dzielnica; 20. dzielnica | 1903     |                    | 7 314 438               | 12                                                        |
| 19 | Couronnes                                     | 11. dzielnica; 20. dzielnica                               | 1903     | –                  | 2 151 515               | 166                                                       |
| 20 | Ménilmontant                                  | 11. dzielnica; 20. dzielnica                               | 1903     | –                  | 2 847 264               | 118                                                       |
| 21 | Père Lachaise                                 | 11. dzielnica; 20. dzielnica                               | 1903     |                    | 3 465 307               | 81                                                        |
| 22 | Philippe Auguste                              | 11. dzielnica; 20. dzielnica                               | 1903     | –                  | 1 262 653               | 256                                                       |
| 23 | Alexandre Dumas                               | 11. dzielnica; 20. dzielnica                               | 1903     | –                  | 2 476 608               | 137                                                       |
| 24 | Avron                                         | 11. dzielnica; 20. dzielnica                               | 1903     | –                  | 1 345 521               | 249                                                       |
| 25 | Nation                                        | 11. dzielnica; 12. dzielnica                               | 1903     |                    | 6 050 797               | 20                                                        |